# Etcharry
Pour l’article ayant un titre homophone, voir Etxarri.
Etcharry (Etxarri en basque) est une commune française, située dans le département des Pyrénées-Atlantiques en région Nouvelle-Aquitaine.
Le gentilé est Etxarriar.

## Géographie

### Localisation
La commune d'Etcharry se trouve dans le département des Pyrénées-Atlantiques, en région Nouvelle-Aquitaine.
Elle se situe à 85 km par la route de Pau, préfecture du département, à 81 km de Bayonne, sous-préfecture, et à 10 km de Saint-Palais, bureau centralisateur du canton du Pays de Bidache, Amikuze et Ostibarre dont dépend la commune depuis 2015 pour les élections départementales. 
La commune fait en outre partie du bassin de vie de Saint-Palais.
Les communes les plus proches sont : 
Aroue-Ithorots-Olhaïby (1,0 km), Domezain-Berraute (3,0 km), Espiute (4,1 km), Gestas (4,4 km), Nabas (4,4 km), Rivehaute (4,5 km), Tabaille-Usquain (4,6 km), Lichos (4,7 km).
Sur le plan historique et culturel, Etcharry fait partie de la province de la Soule, un des sept territoires composant le Pays basque,. La Basse-Navarre en est la province la plus variée en ce qui concerne son patrimoine, mais aussi la plus complexe du fait de son morcellement géographique. Depuis 1999, l'Académie de la langue basque ou Euskalzaindia divise le territoire du Labourd en six zones,. La Soule, traversée par la vallée du Saison, est restée repliée sur ses traditions (mascarades, pastorales, chasse à la palombe, etc). Elle se divise en Arbaille, Haute-Soule et Basse-Soule, dont fait partie la commune.

### Communes limitrophes
Les communes limitrophes sont  Aroue-Ithorots-Olhaïby, Domezain-Berraute, Espiute et Saint-Gladie-Arrive-Munein.
|                   | Saint-Gladie-Arrive-Munein | Espiute                |
| Domezain-Berraute | Etcharry                   |                        |
|                   |                            | Aroue-Ithorots-Olhaïby |

### Hydrographie

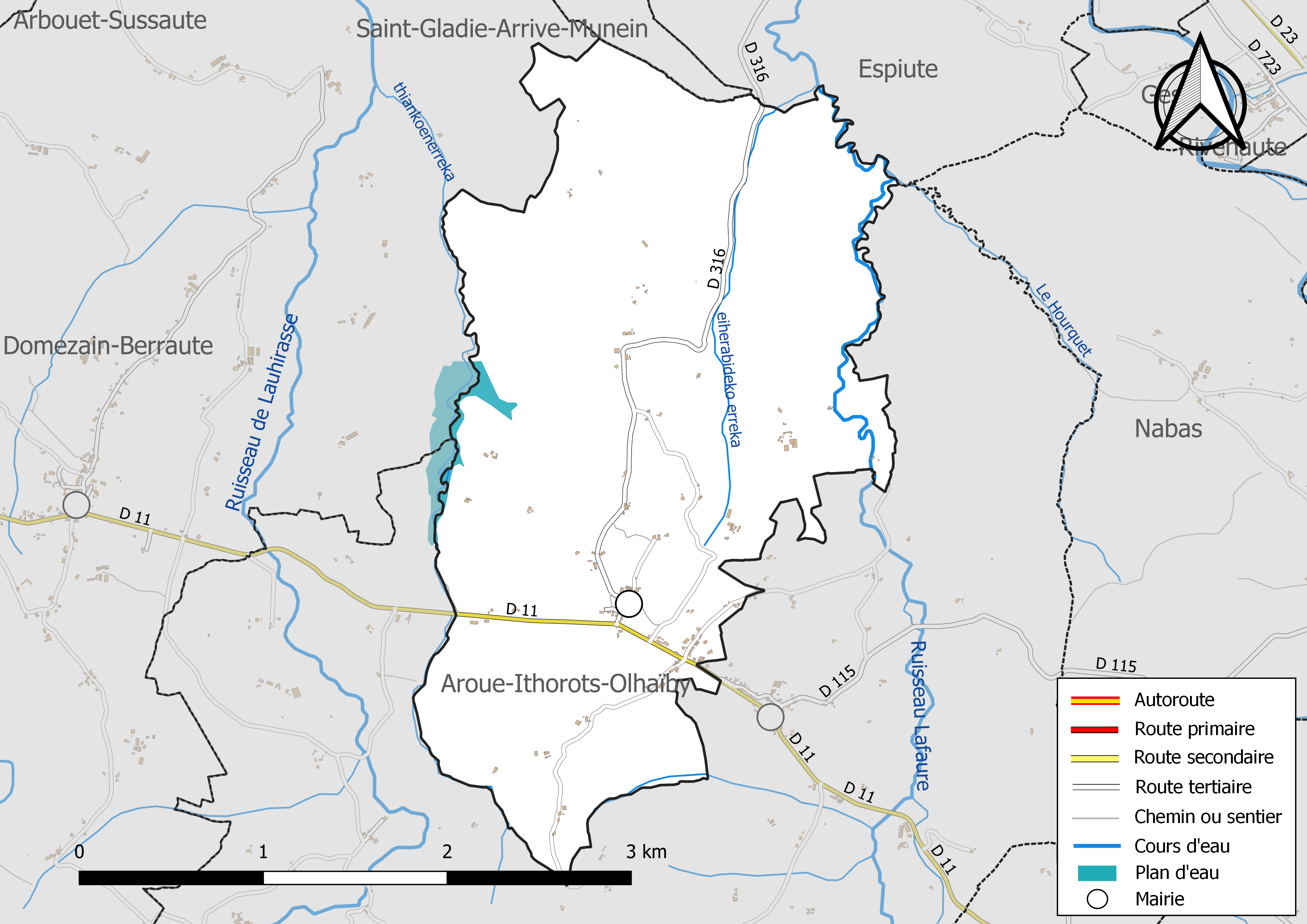
Réseaux hydrographique et routier d'Etcharry.

La commune est drainée par le Lafaure, eiherabideko erreka, thiankoenerreka et par divers petits cours d'eau, constituant un réseau hydrographique de 7 km de longueur totale,.
Le Lafaure, d'une longueur totale de 16,7 km, prend sa source dans la commune de Lohitzun-Oyhercq et s'écoule du sud vers le nord. Il traverse la commune et se jette dans le Saison à Espiute, après avoir traversé 5 communes.

### Climat
Pour des articles plus généraux, voir Climat de la Nouvelle-Aquitaine et Climat des Pyrénées-Atlantiques.
Historiquement, la commune est exposée à un micro climat océanique basque.  
En 2020, Météo-France publie une typologie des climats de la France métropolitaine dans laquelle la commune est exposée à un climat de montagne et est dans la région climatique Pyrénées atlantiques, caractérisée par une pluviométrie élevée (>1 200 mm/an) en toutes saisons, des hivers très doux (7,5 °C en plaine) et des vents faibles.
Pour la période 1971-2000, la température annuelle moyenne est de 13,5 °C, avec une amplitude thermique annuelle de 13,5 °C. Le cumul annuel moyen de précipitations est de 1 296 mm, avec 12,2 jours de précipitations en janvier et 8,5 jours en juillet. Pour la période 1991-2020, la température moyenne annuelle observée sur la station météorologique la plus proche, située sur la commune de Saint-Gladie-Arrive-Munein à 6 km à vol d'oiseau, est de 14,3 °C et le cumul annuel moyen de précipitations est de 1 323,1 mm,. Pour l'avenir, les paramètres climatiques de la commune estimés pour 2050 selon différents scénarios d’émission de gaz à effet de serre sont consultables sur un site dédié publié par Météo-France en novembre 2022.

### Milieux naturels et biodiversité

#### Réseau Natura 2000
Le réseau Natura 2000 est un réseau écologique européen de sites naturels d'intérêt écologique élaboré à partir des Directives « Habitats » et « Oiseaux », constitué de zones spéciales de conservation (ZSC) et de zones de protection spéciale (ZPS).
Un site Natura 2000 a été défini sur la commune au titre de la « directive Habitats » : « le Saison (cours d'eau) », d'une superficie de 2 200 ha, un cours d'eau de très bonne qualité à salmonidés,.

## Urbanisme

### Typologie
Au 1er janvier 2024, Etcharry est catégorisée commune rurale à habitat dispersé, selon la nouvelle grille communale de densité à sept niveaux définie par l'Insee en 2022.
Elle est située hors unité urbaine. Par ailleurs la commune fait partie de l'aire d'attraction de Saint-Palais, dont elle est une commune de la couronne,. Cette aire, qui regroupe 25 communes, est catégorisée dans les aires de moins de 50 000 habitants,.

### Occupation des sols

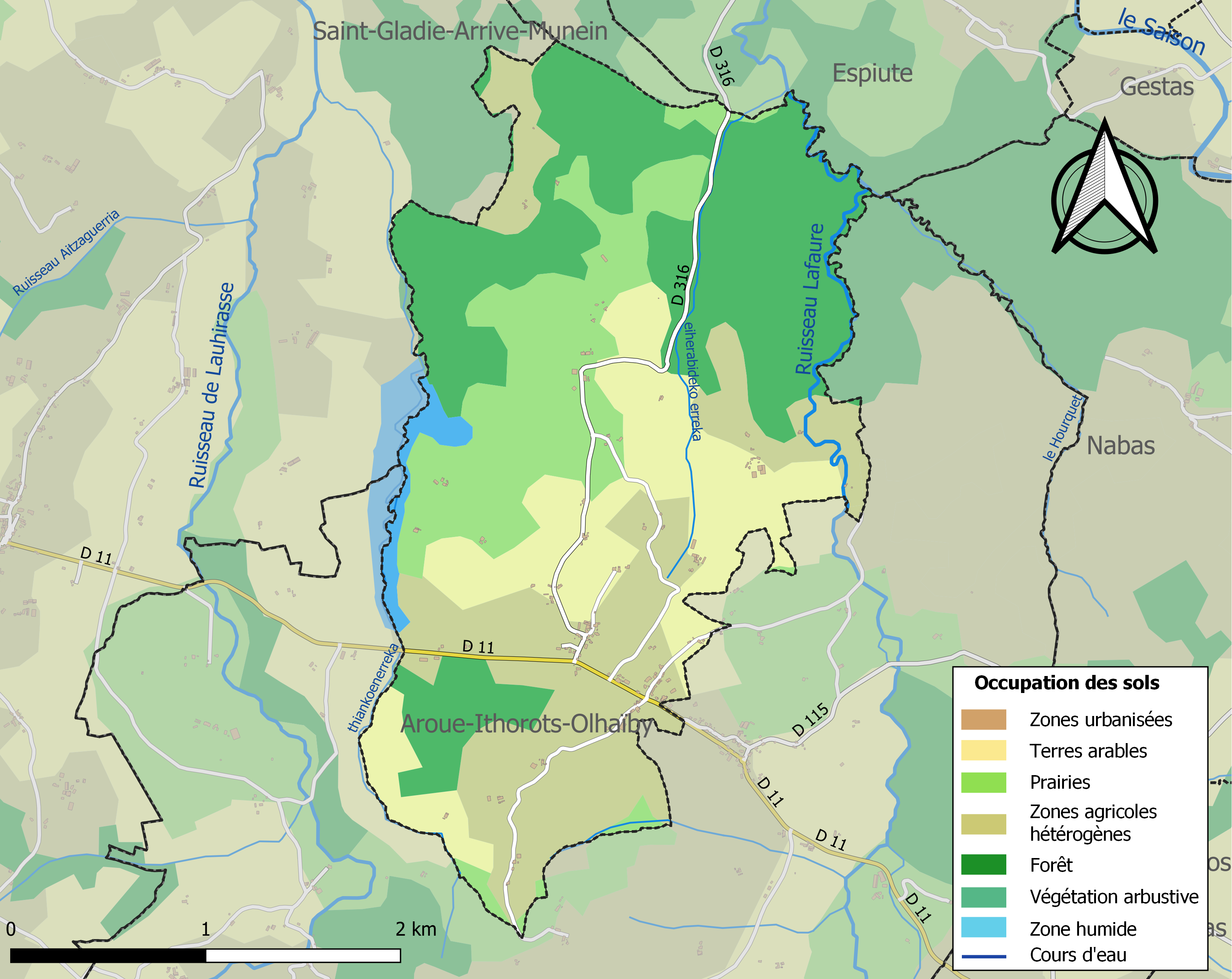
Carte des infrastructures et de l'occupation des sols de la commune en 2018 (CLC).

L'occupation des sols de la commune, telle qu'elle ressort de la base de données européenne d’occupation biophysique des sols Corine Land Cover (CLC), est marquée par l'importance des territoires agricoles (65,3 % en 2018), une proportion sensiblement équivalente à celle de 1990 (65,8 %). La répartition détaillée en 2018 est la suivante : 
forêts (32,9 %), zones agricoles hétérogènes (27 %), terres arables (19,9 %), prairies (18,5 %), eaux continentales (1,8 %). L'évolution de l’occupation des sols de la commune et de ses infrastructures peut être observée sur les différentes représentations cartographiques du territoire : la carte de Cassini (XVIIIe siècle), la carte d'état-major (1820-1866) et les cartes ou photos aériennes de l'IGN pour la période actuelle (1950 à aujourd'hui).

### Lieux-dits et hameaux
Quatre quartiers composent la commune d'Etcharry :
- Amitxagünea
- Bartak
- Elizatea
- Tüketea (Le Tuquet sur les cartes IGN)

### Voies de communication et transports
Etcharry est desservie par les routes départementales D 11 et D 316.

### Risques majeurs
Le territoire de la commune d'Etcharry est vulnérable à différents aléas naturels : météorologiques (tempête, orage, neige, grand froid, canicule ou sécheresse), inondations, feux de forêts et séisme (sismicité moyenne). Un site publié par le BRGM permet d'évaluer simplement et rapidement les risques d'un bien localisé soit par son adresse soit par le numéro de sa parcelle.
Certaines parties du territoire communal sont susceptibles d’être affectées par le risque d’inondation par une crue torrentielle ou à montée rapide de cours d'eau, notamment le ruisseau Lafaure. La commune a été reconnue en état de catastrophe naturelle au titre des dommages causés par les inondations et coulées de boue survenues en 1982, 1983 et 2009,.
Etcharry est exposée au risque de feu de forêt. En 2020, le premier plan de protection des forêts contre les incendies (PDPFCI) a été adopté pour la période 2020-2030. La réglementation des usages du feu à l’air libre et les obligations légales de débroussaillement dans le département des Pyrénées-Atlantiques font l'objet d'une consultation de public ouverte du 16 septembre au 7 octobre 2022,.

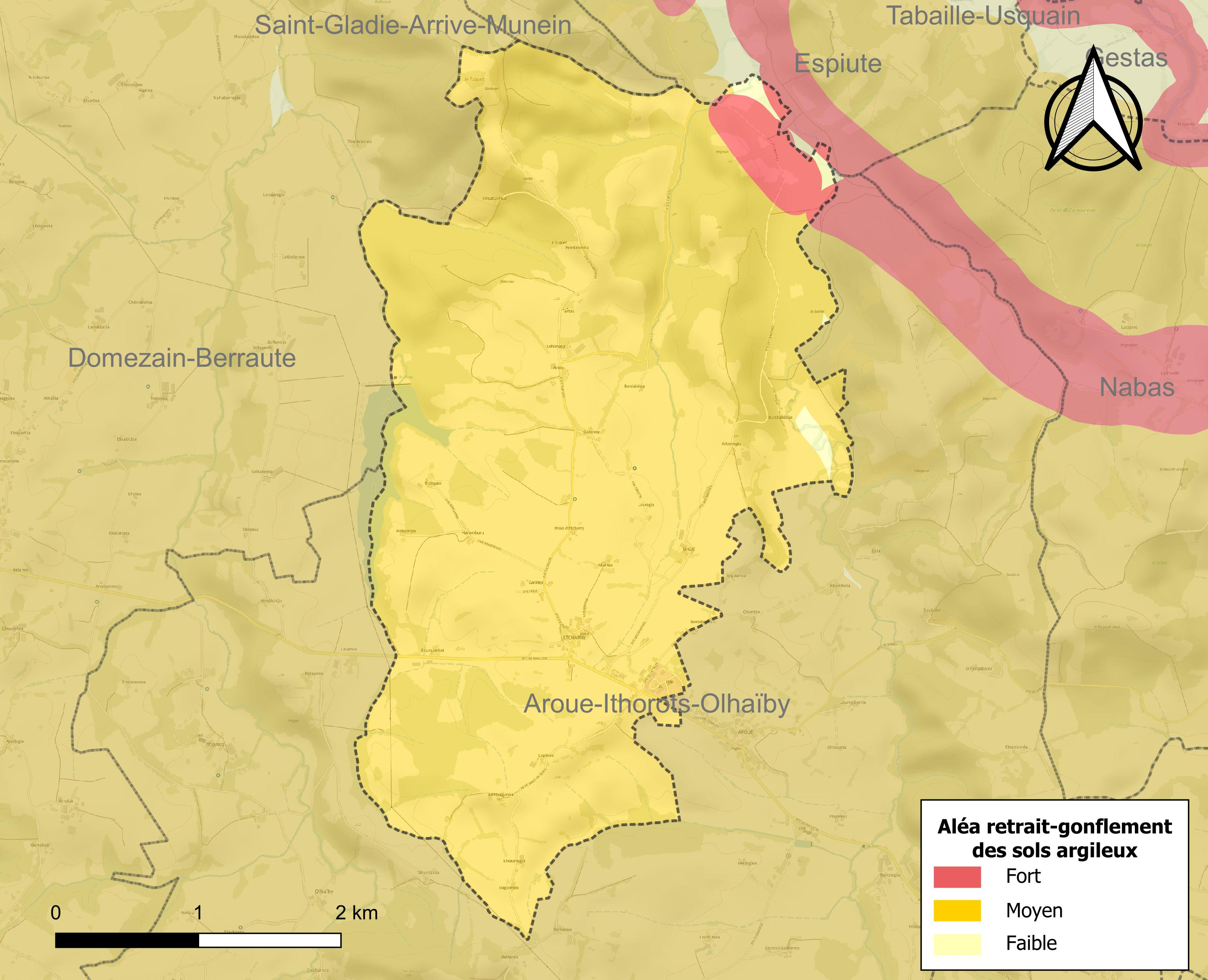
Carte des zones d'aléa retrait-gonflement des sols argileux d'Etcharry.

Le retrait-gonflement des sols argileux est susceptible d'engendrer des dommages importants aux bâtiments en cas d’alternance de périodes de sécheresse et de pluie. 99,3 % de la superficie communale est en aléa moyen ou fort (59 % au niveau départemental et 48,5 % au niveau national). Depuis le 1er octobre 2020, en application de la loi ELAN, différentes contraintes s'imposent aux vendeurs, maîtres d'ouvrages ou constructeurs de biens situés dans une zone classée en aléa moyen ou fort,.

## Toponymie

### Attestations anciennes
Le toponyme Etcharry apparaît sous les formes 
Charri (1385, collection Duchesne volume CXIV), 
Echari (1467, contrats d'Ohix), 
Dicharü (1472, notaires de Labastide-Villefranche), 
Amichalgun de Charri et Echarry (1690).

### Autres toponymes
Amichalgue, fief dont le titulaire était d'après Paul Raymond l'un des dix potestats de Soule, est mentionné en 1385 (collection Duchesne volume CXIV) et apparaît sous la forme 
Amichalgun en 1520 (coutume de Soule).
L'hydronyme Lafaure apparaît sous les formes 
la Phaura en 1538 (réformation de Béarn) et 
la Phaure et 1863.

### Graphie basque
Son nom basque actuel est Etxarri (ou Etxarri Zuberoa).

## Histoire
Etcharry fait partie de la messagerie de Basse-Soule et de la daiguerie d’Aroue (Arüe).  
Dans son ouvrage Les noms des maisons médiévales en Labourd, Basse-Navarre et Soule Jean-Baptiste Orpustan précise que la principale source d'informations sur l'habitat médiéval souletin est le censier dit « gothique », rédigé à la fin du XIVe siècle, vers 1375. Un censier (appelé parfois livre terrier) était un recueil des droits coutumiers établi à l'instigation d'un seigneur, voire d'un souverain, pour dénombrer les feux (foyers), les vassaux et les manants vivant sur ses terres et estimer aussi les revenus fiscaux et les services pouvant en être obtenus.
Ce censier « gothique » du fait de son écriture, aurait disparu après qu'une copie moderne en avait été faite au XVIIe siècle.
Sur la paroisse d'Etxarri une quinzaine de familles ou maisons y sont recensées. Deux maisons nobles, Amilxagun (ou Amixalgun) et Oihanarte, sept maisons dites « franches » ou libres, ne reconnaissant aucune autre autorité que celle du roi (Artetxe, Beheti, Garatetxe, Ihiaga ou Ihiga, Lehimaz, Tartas et Tartas-Behere) et six maisons dites « fivatières », c'est-à-dire maisons dépendant d'une autre maison, noble ou franche (Aroztegi relevant d'Oihanarte, Etxekapare relevant d'Amilxagun, Etxekun relevant d'Oihanarte, Harriaga relevant d'Oihanarte, Kurutxaga relevant d'Oihanarte et Salaberri relevant d'Oihanarte).
Certaines de ces maisons (Amilchague, Arteix, Garateix, Lehimas) ont traversé les siècles et subsistent encore au XXIe siècle. Le petit château qui se dressait au nord du village au lieu-dit Tartas a été rasé par son propriétaire à la fin du  XXe siècle. Au nord du territoire de la commune, une colline appelée Le Tuquet (en basque Gazteluzar) abritait au XVIe siècle un poste de garde de la famille de Tartas, fortifié pour surveiller les mouvements belliqueux des protestants de Sauveterre-de-Béarn. Etcharry marquait en effet la limite avec le Béarn protestant.
Le château d'Etcharry, dit Oihenartia ou Elgart, de style Louis XIII, construit à l'emplacement de l'ancienne maison Oihenartia par Mlle Juantho originaire d'Aroue, puis mariée à un Alsacien du nom de Keller est inauguré en 1902. Il est vendu en 1963 à l'association pour la formation en milieu rural, visant entre autres à la formation de conseillers agricoles.

## Politique et administration
| Période                                  | Période  | Identité          | Étiquette | Qualité |
| ---------------------------------------- | -------- | ----------------- | --------- | ------- |
| avant 1995                               | 2014     | Jean-Pierre Charo | Divers    |         |
| 2014                                     | En cours | Bernard Casabonne | Divers    |         |
| Les données manquantes sont à compléter. |          |                   |           |         |

Jean-Pierre Charo a parrainé la candidature de Jacques Cheminade à l'élection présidentielle de 1995.[réf. nécessaire]

### Intercommunalité
La commune appartient à sept structures intercommunales :
- la communauté d'agglomération du Pays Basque ;
- le syndicat AEP du pays de Mixe ;
- le syndicat d’énergie des Pyrénées-Atlantiques ;
- le syndicat de regroupement pédagogique d'Arbérats-Sillègue, Arbouet-Sussaute, Aroue et Etcharry ;
- le syndicat intercommunal pour le fonctionnement des écoles d'Amikuze ;
- le syndicat intercommunal pour le soutien à la culture basque ;
- le syndicat mixte forestier des vallées basques et béarnaises.

Etcharry accueille le siège du syndicat de regroupement pédagogique d'Arbérats-Sillègue, Arbouet-Sussaute, Aroue et Etcharry ainsi que celui du syndicat intercommunal pour le fonctionnement des écoles d'Amikuze.

## Population et société

### Démographie
L'évolution du nombre d'habitants est connue à travers les recensements de la population effectués dans la commune depuis 1793. Pour les communes de moins de 10 000 habitants, une enquête de recensement portant sur toute la population est réalisée tous les cinq ans, les populations de référence des années intermédiaires étant quant à elles estimées par interpolation ou extrapolation. Pour la commune, le premier recensement exhaustif entrant dans le cadre du nouveau dispositif a été réalisé en 2008.

En 2022, la commune comptait 147 habitants, en évolution de +17,6 % par rapport à 2016 (Pyrénées-Atlantiques : +3,78 %, France hors Mayotte : +2,11 %).
| 1793 | 1800 | 1806 | 1821 | 1831 | 1836 | 1841 | 1846 | 1851 |
| ---- | ---- | ---- | ---- | ---- | ---- | ---- | ---- | ---- |
| 418  | 414  | 424  | 423  | 498  | 530  | 521  | 499  | 447  |

| 1856 | 1861 | 1866 | 1872 | 1876 | 1881 | 1886 | 1891 | 1896 |
| ---- | ---- | ---- | ---- | ---- | ---- | ---- | ---- | ---- |
| 414  | 367  | 346  | 332  | 349  | 350  | 353  | 320  | 326  |

| 1901 | 1906 | 1911 | 1921 | 1926 | 1931 | 1936 | 1946 | 1954 |
| ---- | ---- | ---- | ---- | ---- | ---- | ---- | ---- | ---- |
| 312  | 320  | 301  | 289  | 273  | 275  | 268  | 262  | 215  |

| 1962 | 1968 | 1975 | 1982 | 1990 | 1999 | 2006 | 2008 | 2013 |
| ---- | ---- | ---- | ---- | ---- | ---- | ---- | ---- | ---- |
| 205  | 148  | 146  | 153  | 143  | 122  | 127  | 129  | 121  |

| 2018 | 2022 | - | - | - | - | - | - | - |
| ---- | ---- | - | - | - | - | - | - | - |
| 135  | 147  | - | - | - | - | - | - | - |

### Enseignement
La commune dispose d'une école primaire publique et d'un collège-lycée catholique privé pour garçons, abrité au château d'Etcharry.

## Économie
La commune fait partie de la zone d'appellation de l'ossau-iraty.

## Culture locale et patrimoine

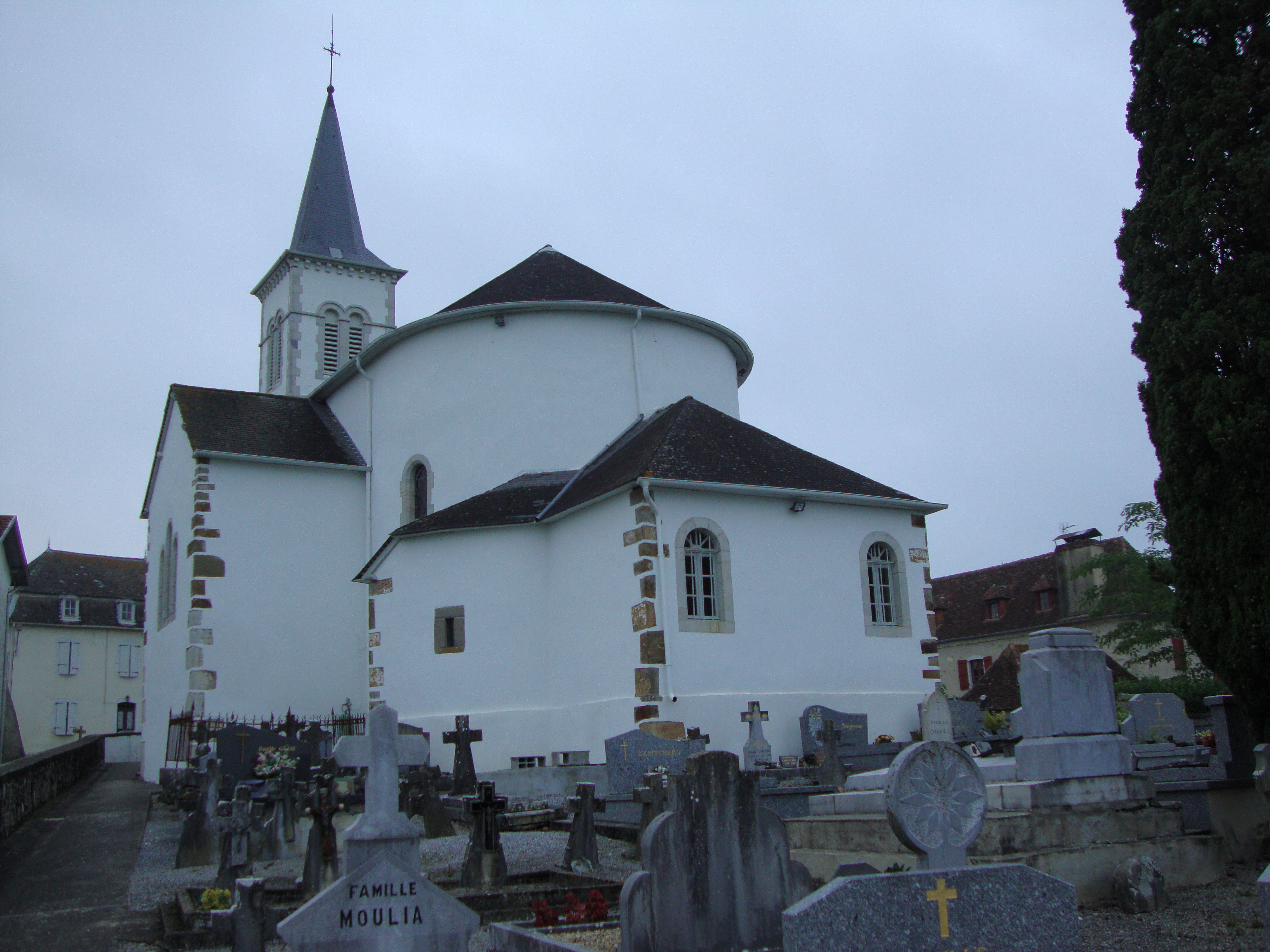
L'église Saint-Pierre avec vue du cimetière
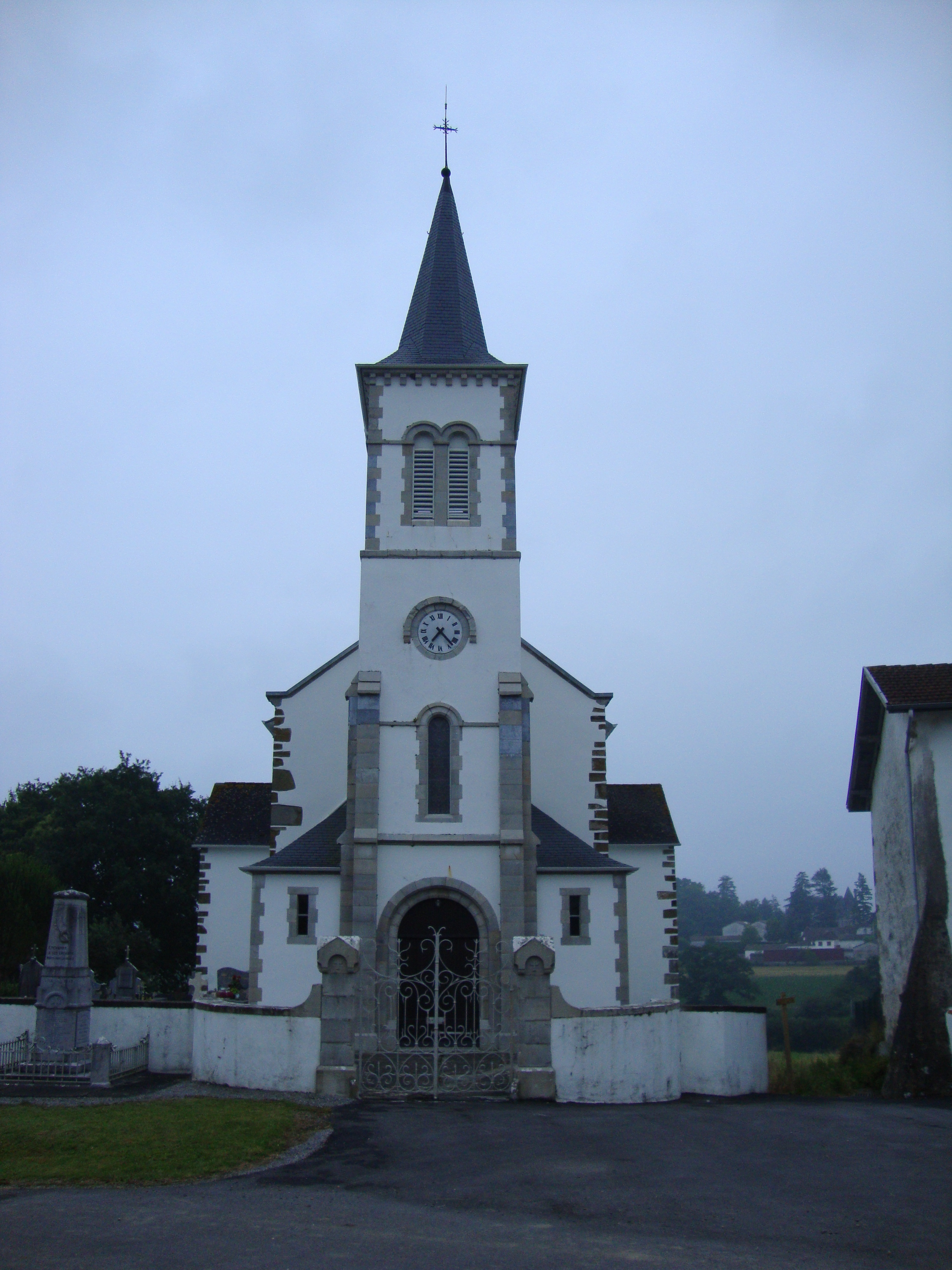
Façade et tour de l'église
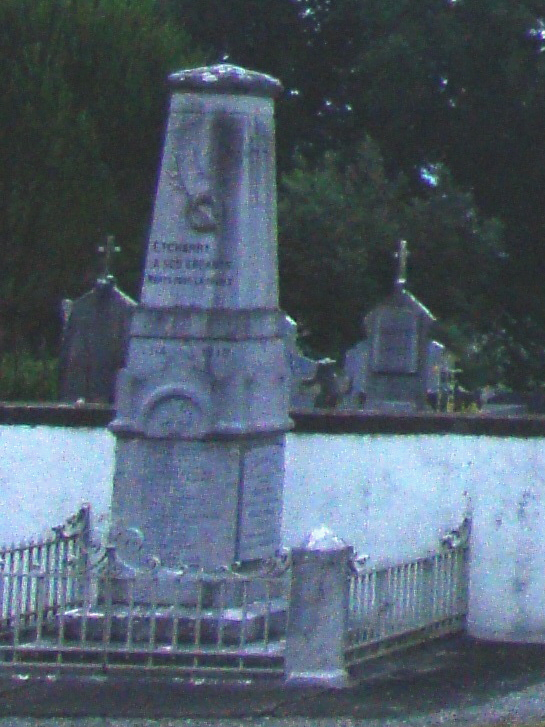
Le monument aux morts
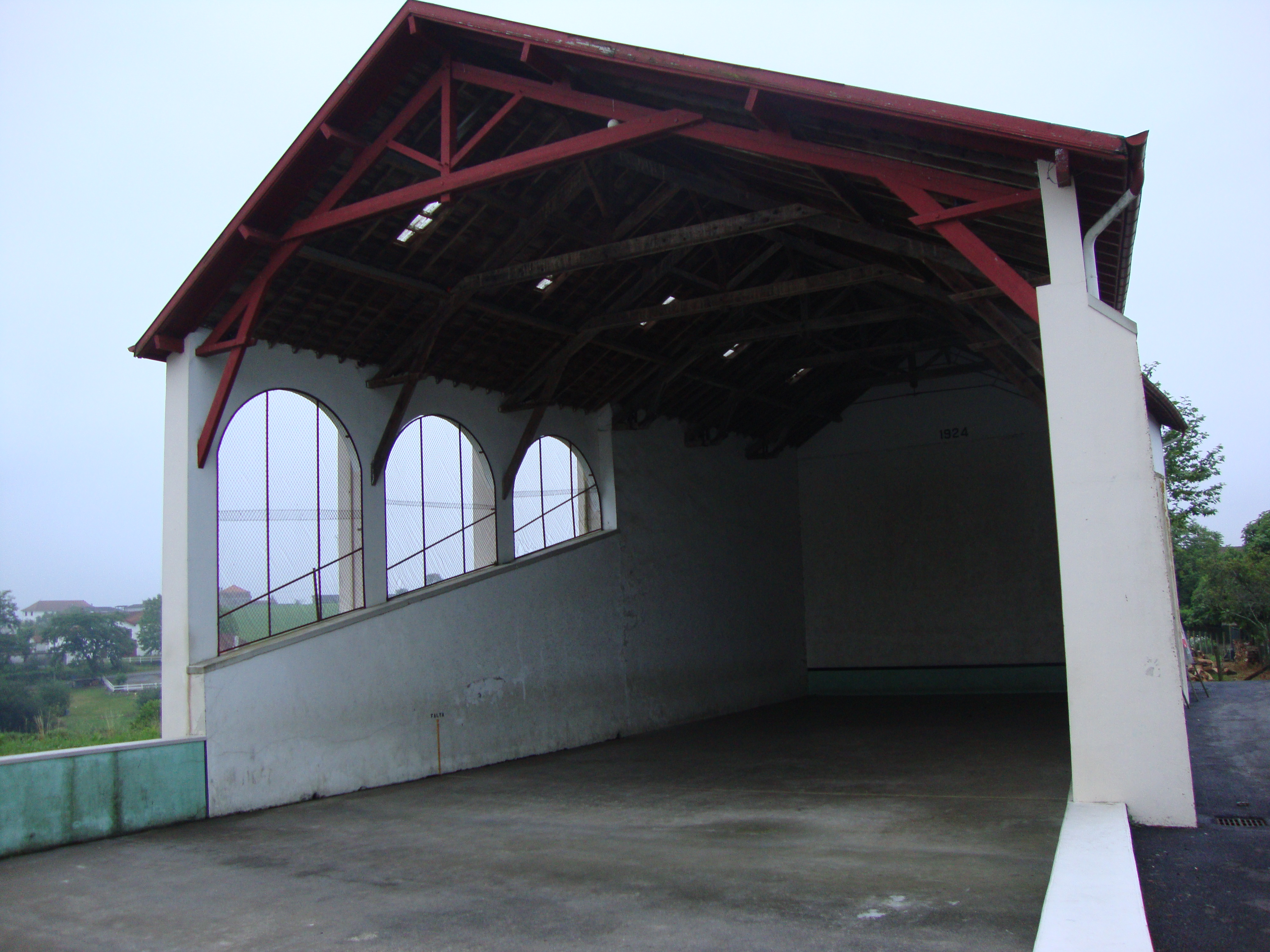
Fronton couvert
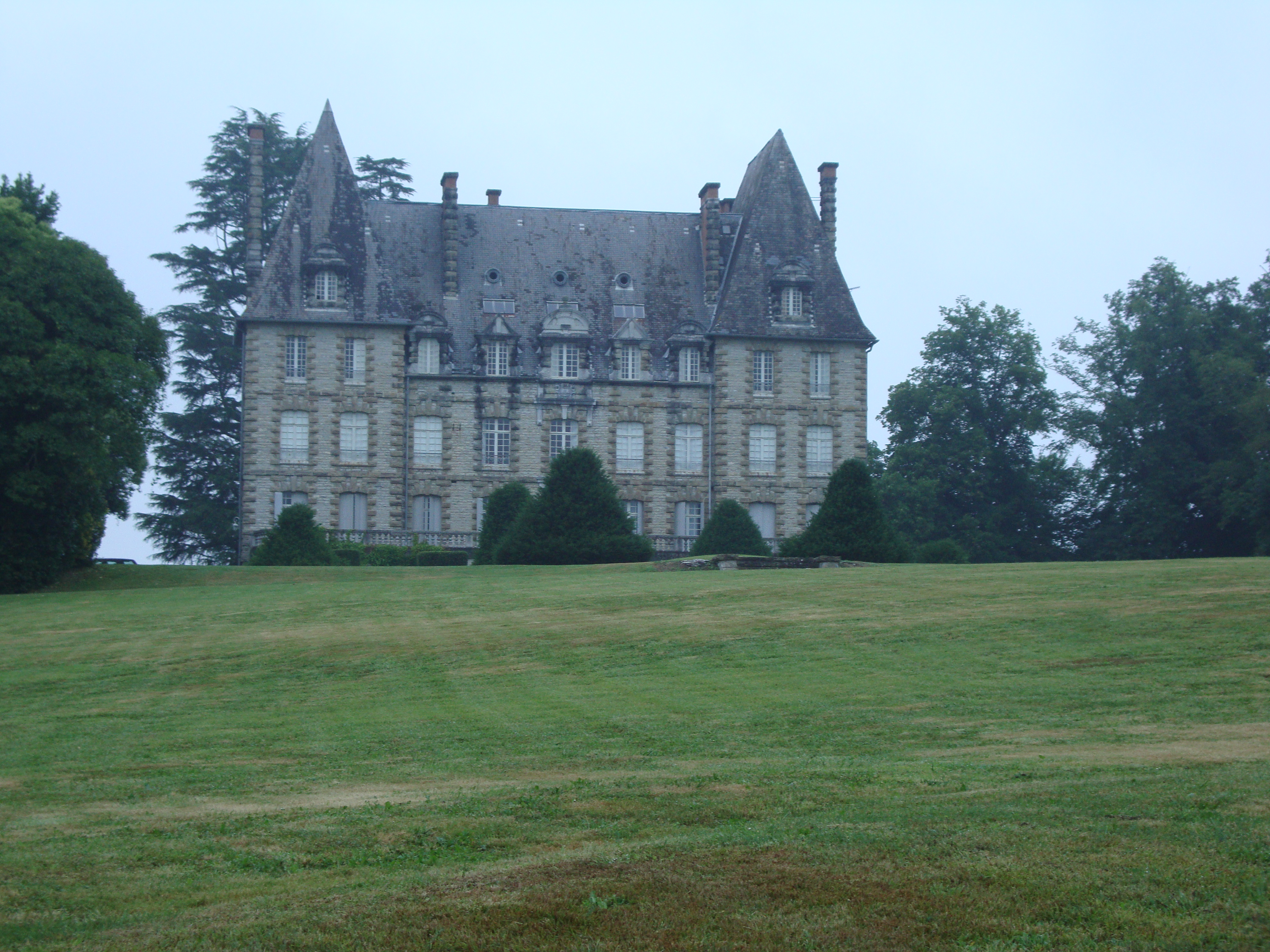
Etcharry, le château

### Patrimoine civil
Un gaztelu zahar, situé à 225 mètres d'altitude, est visible au lieu-dit le Tuquet.

### Patrimoine religieux
L'église Saint-Pierre date de 1875.